# رافاييل كورتي
رافاييل كورتي (بالألمانية: Raffael Korte)‏ هو لاعب كرة قدم ألماني في مركز الوسط، ولد في 29 أغسطس 1990 في شباير في ألمانيا. لعب مع آينتراخت براونشفايغ ونادي ساربروكن ويونيون برلين.

## وصلات خارجية
- رافاييل كورتي على موقع قاعدة بيانات كرة القدم.إي يو (الإنجليزية)
- رافاييل كورتي على موقع بيانات كرة القدم. دي إي (الألمانية)
- رافاييل كورتي على موقع Soccerway.com (الإنجليزية)
- رافاييل كورتي على موقع عالم كرة القدم.نت (الإنجليزية)